# 1635
Het jaar 1635 is het 35e jaar in de 17e eeuw volgens de christelijke jaartelling.

## Gebeurtenissen
februari
- 8 - Frederik Hendrik en Richelieu sluiten een geheim verdrag dat de Zuidelijke Nederlanden tussen hen moet verdelen. De Waalse gewesten moeten deel worden van Frankrijk, evenals een deel van Vlaanderen. De rest moet bij de Republiek der Zeven Verenigde Nederlanden komen.
- februari - Cornelis Jol bezoekt als een van de eerste WIC-vertegenwoordigers het recent door Johannes van Walbeeck ingenomen Curaçao, en brengt hem de nadrukkelijke opdracht van de Heren XIX over om het eiland niet te verlaten.

mei
- 8 - De Spanjaarden slaan het beleg voor Philippine.
- 19 - Frankrijk verklaart de oorlog aan Spanje.
- 20 - Frederik Hendrik ontzet Philippine.

juni
- 2 - Prins Frederik Hendrik wordt te velde in Waalwijk beëdigd als stadhouder van Holland en Zeeland.
- 2 - De Venetiaanse zeeman Pietro Cesare Alberti vestigt zich in Nieuw-Amsterdam (Nieuw-Nederland) en is de eerste Italiaanse immigrant in Noord-Amerika.
- 10 - Frankrijk en de Republiek ondernemen gezamenlijk een veldtocht in het hertogdom Brabant tegen Spanje. Tijdens de Inname van Tienen wordt deze stad geplunderd, de vrouwen verkracht, en de stad tot de grond toe afgebrand. Spanje kiest voor verdediging tegen Frankrijk, maar aanval tegen de Republiek. De Zuidelijke Nederlanden blijken veel moeilijker te veroveren dan gedacht.

juli
- 1 - Paulus Aertsz van Ravesteyn krijgt opdracht de Statenvertaling te drukken.
- 4 - Een Frans-Nederlandse legermacht onder Frederik Hendrik staakt het Beleg van Leuven, dat succesvol werd verdedigd door Anthonie Schets.
- 28 - Spaanse troepen van Geldern nemen bij verrassing de Schenkenschans op een eiland in de Rijn boven Lobith in. Ook Kleef valt in handen van de Spaans-keizerlijke troepen.

oktober
- 25 - Uitdeling van de kavels grond in de drooggevallen Schermer.

zonder datum
- In Bologna heerst een pest-epidemie.

## Muziek
- Girolamo Frescobaldi componeert Fiori musicali

## Beeldende kunst

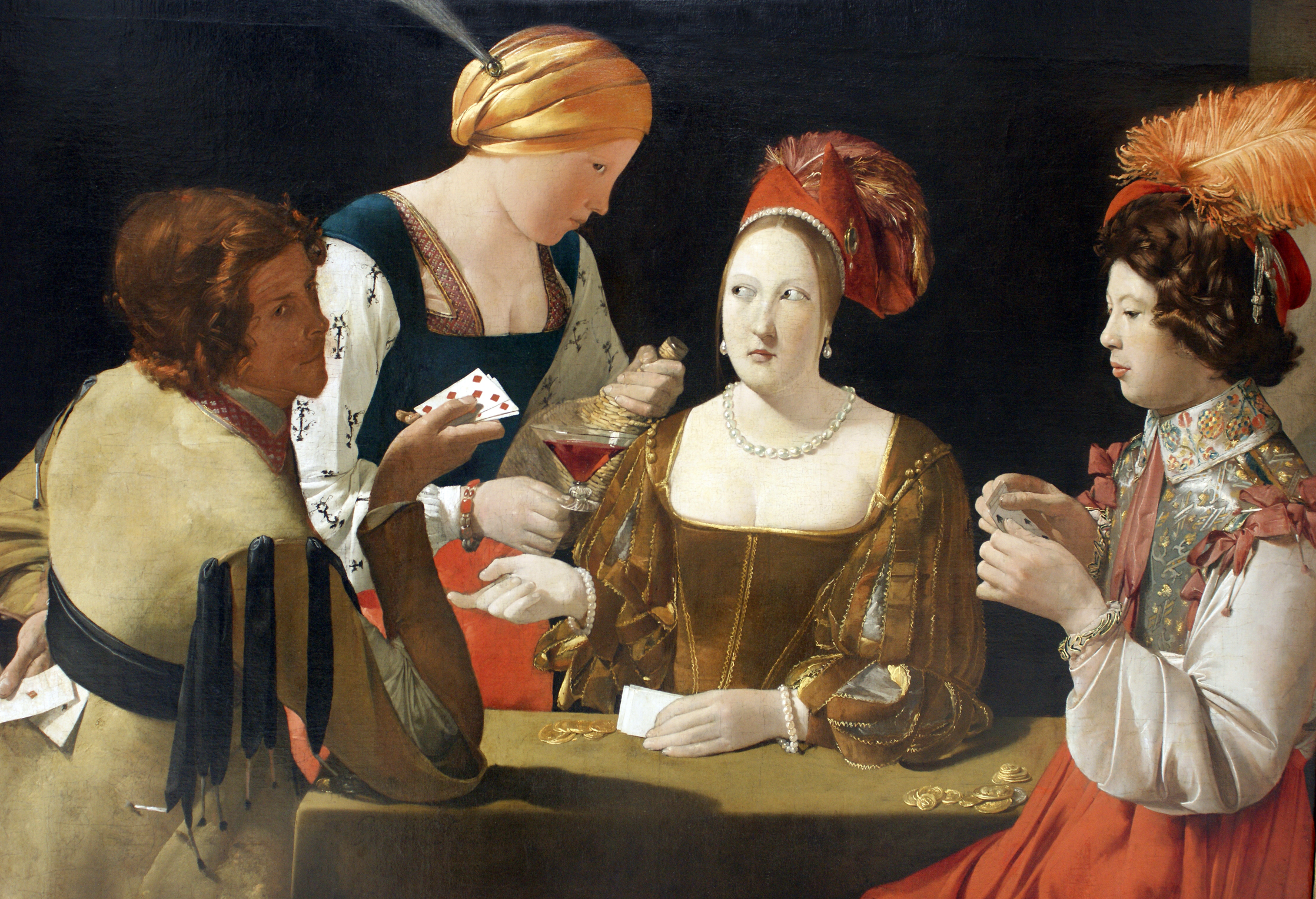
De valsspeler (ca. 1635) Georges de La Tour, Louvre

## Bouwkunst

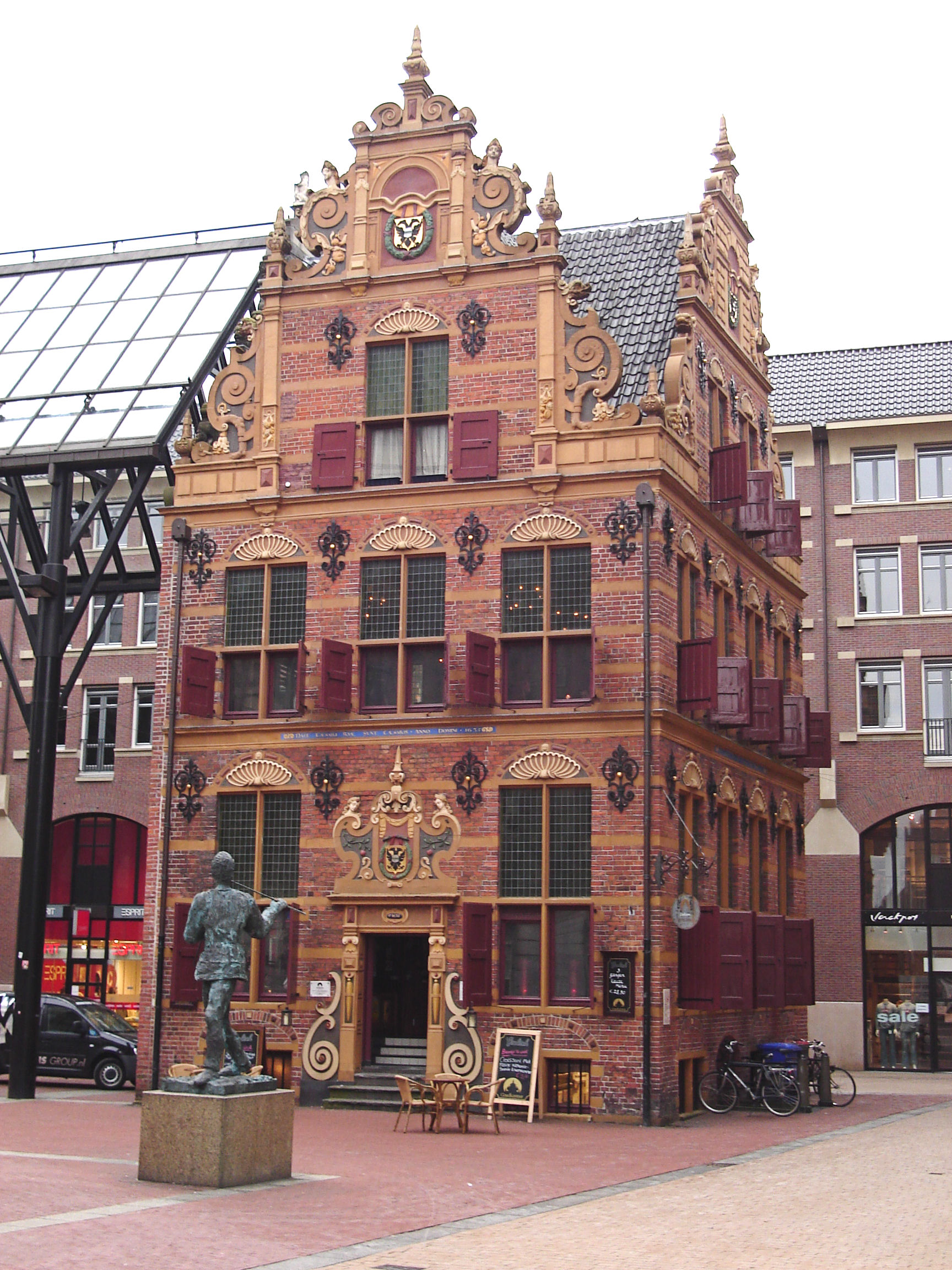
Goudkantoor, Groningen (1635)

## Geboren
januari
- 2 - Wilhelmus à Brakel, Nederlands predikant (overleden 1711)

februari
- 24 - Walraad van Nassau-Usingen, vorst van Nassau-Usingen (overleden 1702)

juli
- 18 - Robert Hooke, Brits astronoom
- 29 - Christiaan Lodewijk van Waldeck-Wildungen, Duits graaf (overleden 1706)

november
- 27 - Madame de Maintenon, tweede echtgenote van Lodewijk XIV van Frankrijk

datum onbekend
- François L'Olonnais, boekanier
- Henry Morgan, boekanier
- Rock de Braziliaan, boekanier
- Joannes Florentius a Kempis, componist, afkomstig uit de Zuidelijke Nederlanden (overleden na 1711)